# Mustvee
Mustvee är en stad som utgör centralort i Mustvee kommun i landskapet Jõgevamaa i östra Estland. Staden ligger 140 kilometer sydost om huvudstaden Tallinn. och antalet invånare är 1 662.
Staden har tidigare utgjort en egen kommun (stadskommun), men ingår sedan 2017 i den då nybildade Mustvee kommun.

## Geografi
Mustvee ligger 39 meter över havet vid västra stranden av sjön Peipus där ån Mustvee jõgi har sitt utflöde.
Terrängen runt Mustvee är platt, och sluttar österut. Runt Mustvee är det mycket glesbefolkat, med 7 invånare per kvadratkilometer. Mustvee är det största samhället i trakten. I omgivningarna runt Mustvee växer i huvudsak blandskog.

### Karta

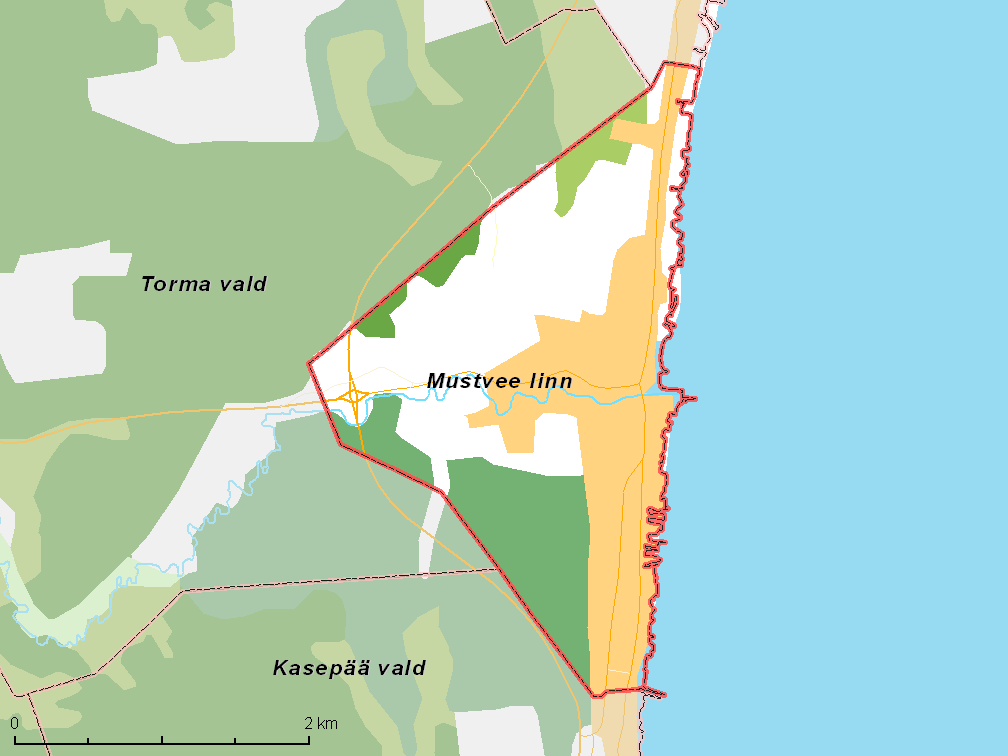
Översiktlig karta över staden innan kommunreformen 2017. Hela området ingår numera i Mustvee kommun.

### Klimat
Trakten ingår i den hemiboreala klimatzonen. Årsmedeltemperaturen i trakten är 5,8 °C. Den varmaste månaden är juli, då medeltemperaturen är 17,6 °C, och den kallaste är februari, med −5,0 °C.